# Festuca cuzcoensis
Festuca cuzcoensis là một loài thực vật có hoa trong họ Hòa thảo. Loài này được Stancík & P.M.Peterson mô tả khoa học đầu tiên năm 2002.